# 2021-es gyorsasági kajak-kenu világbajnokság
A 2021-es gyorsasági kajak-kenu világbajnokságot Dániában, Koppenhágában rendezik. Először szerepelnek a műsorban a vegyes számok és a női kenu négyes.
A Nemzetközi Kajak-kenu Szövetség 2017 márciusában, Manchesterben választotta ki a versenynek otthont adó országot. A rendezésre Dánia mellett Kanada pályázott. Az eseményt a 2021-ben 100 éves dán szövetség kapta meg. Ez a negyedik alkalom (1950, 1970, 1993), hogy Dánia gyorsasági kajak-kenu világbajnokságot rendezhet.

## A magyar csapat
A 2021-es magyar vb keret tagjai:
| férfiak   | férfiak                                                        | férfiak            |
| --------- | -------------------------------------------------------------- | ------------------ |
| K1 200 m  | Csizmadia Kolos                                                | 5.                 |
| K1 500 m  | Gál Péter                                                      | 7.                 |
| K2 500 m  | Erdőssy Csaba Kopasz Bálint                                    | 4.                 |
| K4 500 m  | Nádas Bence Kopasz Bálint Gál Péter Csizmadia Kolos            | 9.                 |
| K1 1000 m | Kopasz Bálint                                                  | Ezüstérem          |
| K2 1000 m | Noé Bálint Kulifai Tamás                                       | Bronzérem          |
| K1 5000 m | Noé Bálint                                                     | Aranyérem          |
| C1 500 m  | Kiss Balázs                                                    | nem jutott döntőbe |
| C2 500 m  | Hajdu Jonatán Fekete Ádám                                      | Ezüstérem          |
| C4 500 m  | Kollár Kristóf Zombori Dominik Korisánszky Dávid Hodován Dávid | 7.                 |
| C1 1000 m | Adolf Balázs                                                   | Bronzérem          |
| C2 1000 m | Slihoczki Ádám Kocsis Ádám                                     | 7.                 |
| C1 5000 m | Adolf Balázs                                                   | Aranyérem          |

| nők       | nők                                                     | nők       |
| --------- | ------------------------------------------------------- | --------- |
| K1 200 m  | Lucz Anna                                               | Ezüstérem |
| K2 200 m  | Kiss Blanka Lucz Anna                                   | Ezüstérem |
| K1 500 m  | Csipes Tamara                                           | Ezüstérem |
| K2 500 m  | Kozák Danuta Csipes Tamara                              | Aranyérem |
| K4 500 m  | Kozák Danuta Csipes Tamara Kárász Anna Gazsó Alida Dóra | Ezüstérem |
| K1 1000 m | Gazsó Alida Dóra                                        | Aranyérem |
| K1 5000 m | Kőhalmi Emese                                           | Aranyérem |
| C1 200 m  | Balla Virág                                             | 10.       |
| C2 200 m  | Bragato Giada Nagy Bianka                               | Bronzérem |
| C1 500 m  | Kiss Ágnes                                              | 8.        |
| C2 500 m  | Balla Virág Takács Kincső                               | 4.        |
| C4 500 m  | Balla Virág Takács Kincső Gönczöl Laura Opavszky Réka   | Ezüstérem |
| C1 5000 m | Kisbán Zsófia                                           | Ezüstérem |

| Vegyes   | Vegyes                          | Vegyes    |
| -------- | ------------------------------- | --------- |
| K2 200 m | Lucz Anna Csizmadia Kolos       | Aranyérem |
| C2 200 m | Korisánszky Dávid Takács Kincső | Bronzérem |

## Nevezett országok
A világbajnokságra 56 ország nevezett. Ausztrália a szigorú hazai járványügyi intézkedések miatt nem indult.
- Argentína
- Ausztria
- Belgium
- Brazília
- Bulgária
- Chile
- Ciprus
- Csehország
- Dánia
- Dél-Afrika
- Észtország
- Fehéroroszország
- Finnország
- Franciaország
- Fülöp-szigetek
- Görögország
- Grúzia
- Guatemala
- Hollandia
- Horvátország
- India
- Írország
- Irán
- Izrael
- Japán
- Kanada
- Kazahsztán
- Kína
- Kuba
- Lengyelország
- Lettország
- Litvánia
- Magyarország
- Mexikó
- Moldova
- Németország
- Nagy-Britannia
- Norvégia
- Olaszország
- Orosz Kajak-kenu Szövetség
- Portugália
- Románia
- Spanyolország
- Svédország
- Szenegál
- Szerbia
- Szingapúr
- Szlovákia
- Szlovénia
- Tahiti
- Trinidad és Tobago
- Tunézia
- Új-Zéland
- Uganda
- Ukrajna
- USA

### Éremtáblázat
*   Magyarország
| Helyezés | Ország             | Arany | Ezüst | Bronz | Összesen |
| -------- | ------------------ | ----- | ----- | ----- | -------- |
| 1.       | Magyarország       | 6     | 8     | 4     | 18       |
| 2.       | Fehéroroszország   | 4     | 2     | 2     | 8        |
| 3.       | Ukrajna            | 3     | 1     | 1     | 5        |
| 4.       | Orosz szövetség    | 3     | 0     | 5     | 8        |
| 5.       | Németország        | 2     | 2     | 1     | 5        |
| 6.       | Spanyolország      | 2     | 1     | 0     | 3        |
| 7.       | Olaszország        | 2     | 0     | 1     | 3        |
| 8.       | Portugália         | 1     | 3     | 0     | 4        |
| 9.       | Dánia              | 1     | 1     | 3     | 5        |
| 10.      | Svédország         | 1     | 1     | 0     | 2        |
| 11.      | Chile              | 1     | 0     | 1     | 2        |
| 12.      | Kanada             | 1     | 0     | 0     | 1        |
| 12.      | Új-Zéland          | 1     | 0     | 0     | 1        |
| 14.      | Lengyelország      | 0     | 3     | 3     | 6        |
| 15.      | Csehország         | 0     | 2     | 1     | 3        |
| 16.      | Kuba               | 0     | 1     | 2     | 3        |
| 17.      | Egyesült Királyság | 0     | 1     | 1     | 2        |
| 17.      | Szlovákia          | 0     | 1     | 1     | 2        |
| 19.      | Írország           | 0     | 1     | 0     | 1        |
| 20.      | Belgium            | 0     | 0     | 1     | 1        |
| 20.      | Lettország         | 0     | 0     | 1     | 1        |
| 20.      | Moldova            | 0     | 0     | 1     | 1        |

## Eredmények

### Férfi

#### Kajak
| Versenyszám | Arany                                                                   | Arany    | Ezüst                                                             | Ezüst    | Bronz                                                              | Bronz    |
| ----------- | ----------------------------------------------------------------------- | -------- | ----------------------------------------------------------------- | -------- | ------------------------------------------------------------------ | -------- |
| K1 200 m    | Andrea Di Liberto · Olaszország                                         | 34,78    | Petter Menning · Svédország                                       | 34,81    | Roberts Akmens · Lettország                                        | 34,95    |
| K1 500 m    | Mikita Borikav · Fehéroroszország                                       | 1:38,87  | João Ribeiro · Portugália                                         | 1:39,88  | Moritz Florstedt · Németország                                     | 1:40,04  |
| K1 1000 m   | Fernando Pimenta · Portugália                                           | 3:25,82  | Kopasz Bálint · Magyarország                                      | 3:26,49  | Aleh Jurenya · Fehéroroszország                                    | 3:30,47  |
| K1 5000 m   | Noé Bálint · Magyarország                                               | 20:02,96 | Fernando Pimenta · Portugália                                     | 20:03,19 | Mads Pedersen · Dánia                                              | 20:13,25 |
| K2 500 m    | Marcus Walz · Rodrigo Germade · Spanyolország                           | 1:29,04  | Tobias-Pascal Schultz · Martin Hiller · Németország               | 1:30,01  | Samuel Baláž · Denis Myšák · Szlovákia                             | 1:30,09  |
| K2 1000 m   | Dennis Kernen · Martin Nathell · Svédország                             | 3:13,70  | Simon Jensen · Morten Graversen · Dánia                           | 3:14,46  | Noé Bálint · Kulifai Tamás · Magyarország                          | 3:14,83  |
| K4 500 m    | Oleh Kuharik · Dmitro Danilenko · Ihor Trunov · Ivan Szemikin · Ukrajna | 1:20,19  | Samuel Baláž · Denis Myšák · Zalka Csaba · Adam Botek · Szlovákia | 1:20,59  | Jakub Špicar · Daniel Havel · Jan Vorel · Radek Šlouf · Csehország | 1:20,69  |

#### Kenu
| Versenyszám | Arany                                                                          | Arany    | Ezüst                                                                                     | Ezüst    | Bronz                                                                             | Bronz    |
| ----------- | ------------------------------------------------------------------------------ | -------- | ----------------------------------------------------------------------------------------- | -------- | --------------------------------------------------------------------------------- | -------- |
| C1 500 m    | Conrad Scheibner · Németország                                                 | 1:46,55  | Martin Fuksa · Csehország                                                                 | 1:47,58  | Oleg Tarnovschi · Moldova · Carlo Tacchini · Olaszország                          | 1:48,50  |
| C1 1000 m   | Conrad Scheibner · Németország                                                 | 3:50,73  | Martin Fuksa · Csehország                                                                 | 3:51,39  | Adolf Balázs · Magyarország                                                       | 3:51,69  |
| C1 5000 m   | Adolf Balázs · Magyarország                                                    | 23:08,62 | Sebastian Brendel · Németország                                                           | 23:09,28 | Kirill Samsurin Orosz Kajak-kenu Szövetség                                        | 23:30,18 |
| C2 500 m    | Nicolae Craciun · Daniele Santini · Olaszország                                | 1:39,90  | Hajdu Jonatán · Fekete Ádám · Magyarország                                                | 1:40,20  | Viktor Melantyjev Vlagyiszlav Csebotar Orosz Kajak-kenu Szövetség                 | 1:40,92  |
| C2 1000 m   | Kirill Samsurin Vlagyiszlav Csebotar Orosz Kajak-kenu Szövetség                | 3:32,83  | Wiktor Głazunow · Tomasz Barniak · Lengyelország                                          | 3:34,38  | Serguey Torres · Fernando Jorge · Kuba                                            | 3:35,22  |
| C4 500 m    | Vitalij Verhelesz · Andrij Ribacsok · Jurij Vangyuk · Tarasz Miscsuk · Ukrajna | 1:31,20  | Aleksander Kitewski · Arsen Śliwiński · Michał Łubniewski · Norman Zezula · Lengyelország | 1:31,31  | Pavel Petrov Mihail Pavlov Viktor Melantyjev Ivan Stil Orosz Kajak-kenu Szövetség | 1:31,55  |

### Női

#### Kajak
| Versenyszám | Arany                                                                                         | Arany    | Ezüst                                                                        | Ezüst    | Bronz | Bronz    |
| ----------- | --------------------------------------------------------------------------------------------- | -------- | ---------------------------------------------------------------------------- | -------- | --- | -------- |
| K1 200 m    | Emma Jørgensen · Dánia                                                                        | 39,98    | Lucz Anna · Magyarország                                                     | 40,71    | Natalja Podolszkaja Orosz Kajak-kenu Szövetség                                                                | 40,79    |
| K1 500 m    | Aimee Fisher · Új-Zéland                                                                      | 1:48,08  | Csipes Tamara · Magyarország                                                 | 1:49,00  | Emma Jørgensen · Dánia                                                                                        | 1:49,85  |
| K1 1000 m   | Gazsó Alida Dóra · Magyarország                                                               | 3:56,04  | Lizzie Broughton · Egyesült Királyság                                        | 3:59,29  | Pernille Knudsen · Dánia                                                                                      | 4:00,32  |
| K1 5000 m   | Kőhalmi Emese · Magyarország                                                                  | 22:57,48 | Jennifer Egan · Írország                                                     | 22:58,58 | Lizzie Broughton · Egyesült Királyság                                                                         | 22:59,45 |
| K2 200 m    | Krisztyina Kovnir Anasztaszija Dolgova Orosz Kajak-kenu Szövetség                             | 37,41    | Lucz Anna · Kiss Blanka · Magyarország                                       | 37,65    | Dominika Putto · Katarzyna Kołodziejczyk · Lengyelország                                                      | 37,67    |
| K2 500 m    | Kozák Danuta · Csipes Tamara · Magyarország                                                   | 1:40,52  | Volha Hudzenka · Marina Litvincsuk · Fehéroroszország                        | 1:40,70  | Hermien Peters · Lize Broekx · Belgium                                                                        | 1:42,15  |
| K4 500 m    | Marharita Mahnyeva · Nadzeja Ljapeska · Volha Hudzenka · Marina Litvincsuk · Fehéroroszország | 1:32,55  | Kozák Danuta · Csipes Tamara · Kárász Anna · Gazsó Alida Dóra · Magyarország | 1:32,71  | Szvetlana Csernyigovszkaja Jelena Anyusina Kira Sztyepanova Anasztaszija Pancsenko Orosz Kajak-kenu Szövetség | 1:35,30  |

#### Kenu
| Versenyszám | Arany                                                                                         | Arany    | Ezüst                                                                      | Ezüst    | Bronz                                                                                     | Bronz    |
| ----------- | --------------------------------------------------------------------------------------------- | -------- | -------------------------------------------------------------------------- | -------- | ----------------------------------------------------------------------------------------- | -------- |
| C1 200 m    | Katie Vincent · Kanada                                                                        | 46,52    | Antía Jácome · Spanyolország                                               | 46,79    | Dorota Borowska · Lengyelország                                                           | 46,90    |
| C1 500 m    | María Mailliard · Chile                                                                       | 2:05,09  | Ljudmila Luzan · Ukrajna                                                   | 2:05,77  | Alena Nazdrova · Fehéroroszország                                                         | 2:05,86  |
| C1 5000 m   | Volha Klimava · Fehéroroszország                                                              | 26:18,94 | Kisbán Zsófia · Magyarország                                               | 26:37,32 | María Mailliard · Chile                                                                   | 26:39,51 |
| C2 200 m    | Patricia Coco · María Corbera · Spanyolország                                                 | 43,88    | Yarisleidis Cirilo Duboys · Katherin Nuevo Segura · Kuba                   | 43,89    | Bragato Giada · Nagy Bianka · Magyarország                                                | 44,37    |
| C2 500 m    | Ljudmila Luzan · Anasztaszija Csetverikova · Ukrajna                                          | 1:55,85  | Alena Nazdrova · Nadzeja Makarcsanka · Fehéroroszország                    | 1:57,12  | Yarisleidis Cirilo Duboys · Katherin Nuevo Segura · Kuba                                  | 1:57,70  |
| C4 500 m    | Alena Nazdrova · Nadzeja Makarcsanka · Aljakszandra Kalaur · Volha Klimava · Fehéroroszország | 1:48,62  | Balla Virág · Takács Kincső · Gönczöl Laura · Opavszky Réka · Magyarország | 1:49,50  | Ljudmila Luzan · Olena Cihankova · Julija Kolesznik · Anasztaszija Csetverikova · Ukrajna | 1:49,79  |

### Vegyes
| Versenyszám | Arany                                                | Arany | Ezüst                                               | Ezüst | Bronz                                                   | Bronz |
| ----------- | ---------------------------------------------------- | ----- | --------------------------------------------------- | ----- | ------------------------------------------------------- | ----- |
| K2 200 m    | Lucz Anna · Csizmadia Kolos · Magyarország           | 33,94 | Messias Baptista · Francisca Laia · Portugália      | 34,34 | Marta Walczykiewicz · Bartosz Grabowski · Lengyelország | 34,35 |
| C2 200 m    | Irina Andrejeva Ivan Stil Orosz Kajak-kenu Szövetség | 39,10 | Michał Łubniewski · Dorota Borowska · Lengyelország | 39,82 | Korisánszky Dávid · Takács Kincső · Magyarország        | 40,02 |